# Smitred Ouest d'Armor
Le SMITRED Ouest d'Armor, syndicat mixte pour le tri, le recyclage et l’élimination des déchets, est composé de 115 communes et de 2 communautés d'agglomération, soit 170 000 habitants de l’ouest des Côtes-d'Armor. Il s'agit d'un établissement public de coopération intercommunale (EPCI) dont la vocation est la gestion des déchets de l'ouest du département des Côtes-d'Armor.

## Création du SMITRED Ouest d'Armor
Le SMITRED Ouest d'Armor est créé en décembre 1992 afin d'étudier la meilleure façon de gérer et de traiter les déchets sur le territoire des communautés adhérentes. Les adhérents ont eux-mêmes la gestion en régie de la collecte des déchets, des déchetteries et d'un service de transport vers les centres de stockage du SMITRED Ouest d'Armor ; à partir de ces centres de stockage les adhérents ont délégué le traitement des déchets au SMITRED Ouest d'Armor, qui lui-même est géré en régie par les adhérents.
Une telle gestion en régie est assez originale sur le marché largement privatisé de traitement des déchets. Un des avantages de cette gestion en régie est que le SMITRED Ouest d'Armor peut jouer un rôle de coordinateur entre les adhérents par la création des sites centralisés de traitement, par l'organisation des actions collectives préventives et de réduction de déchets à la source, et par l'investissement dans la solution de problèmes départementaux d'environnement, tels que le traitement des algues vertes, si spécifique pour le littoral breton.

## Liste des collectivités adhérentes
Suite la réforme territoriale, au 1er janvier 2017, le nombre d'intercommunalités a diminué par fusion.
Le syndicat mixte est composé de 3 collectivités territoriales.
- Lannion-Trégor Communauté
- Guingamp-Paimpol Agglomération
- Île de Bréhat

## Présidence et vice-présidence
|                 | Depuis | Identité         | Étiquette | Qualité                                                                                           |
| Président       | 2020   | Eric ROBERT      | PS        | 1er adjoint à la ville de Lannion et conseiller communautaire de Lannion-Trégor Communauté        |
| Vice-président  | 2018   | Yvon LE BIANIC   | PS        | Maire de Runan et conseiller communautaire de Guingamp-Paimpol Agglomération                      |
| Vice-président  | 2017   | François PRIGENT | SE        | Maire de Lanvellec et conseiller communautaire de Lannion-Trégor Communauté                       |
| Vice-présidente | 2020   | Cécile BOETE     | PS        | 2ème Adjointe à la ville de Bégard et conseillère communautaire de Guingamp-Paimpol Agglomération |
| Vice-président  | 2020   | Hervé DESLILE    | SE        | Maire de Langoat et conseiller communautaire de Lannion-Trégor Communauté                         |
| Vice-président  | 2020   | Pierre SALLIOU   | DVD       | Maire de Pabu et conseiller communautaire de Guingamp-Paimpol Agglomération                       |

## Les sites de traitement
En 1997 est lancé le plan multifilière/multidéchet du nom de Valorys. Valorys a des installations sur trois sites.
Les principaux équipements et installations sont basés sur le site du Quelven à Pluzunet : l'Unité de Valorisation Énergétique des Déchets (UVED), le centre de tri, la plateforme de broyage du bois et l'atelier de broyage des encombrants.
Le centre de tri des déchets issus du tri sélectif des habitants du territoire a été créé en 1997. Il a été modernisé et agrandi en 2011-2012 et est à son ouverture un des centres de tri haute-technologie les plus avancés en France. Ceci permet aux collectivités adhérentes de collecter depuis 2011 les déchets recyclables en mono-flux, tous emballages recyclables confondus en porte-à-porte, seul le verre étant encore collecté séparément et en apport volontaire
Sur le site de Pleumeur-Bodou, une Unité de Compostage des Ordures Ménagères (UCOM) certifiée ISO 14001 depuis avril 2011 ainsi qu'une unité de broyage et de compostage des déchets végétaux sont installées.
La Plateforme de compostage a été créé en 1994 par le SIDECOS (Syndicat de traitement des Ordures Ménagères) à Lannion (dissous en 2003) et est reprise par le SMITRED Ouest d'Armor en janvier 2003.
Enfin, à Plourivo, il existe une seconde unité de broyage des déchets végétaux, ouverte en 2002 par l'ancienne Communauté de Communes de Paimpol-Goëlo à Paimpol et également reprise par le SMITRED Ouest d'Armor en 2003.

## Traitement des algues vertes
Les algues vertes sont devenues un vrai problème pour le littoral breton, surtout dans les Côtes d'Armor. À la décomposition des algues sur les plages et dans des vasières, la formation du gaz toxique H2S pose un problème et a causé accidentellement la mort d'animaux ou d'homme. Un plan gouvernemental a été instauré pour le ramassage quotidien des algues vertes en Bretagne; le coût en est élevé.
Le traitement se fait essentiellement par épandage dans les prés par les collectivités adhérentes. Le SMITRED Ouest d'Armor a également développé différents scénarios pour la valorisation des algues vertes. Un projet de plateforme d'algues vertes, traitement par séchage, prévu un temps sur Minihy-Tréguier a du être abandonné en 2010 étant trop proche d'un point de captage d'eau. Un autre projet de traitement par incinération en mélange avec des fractions de broyats de bois n'a pas abouti.
Une solution de co-compostage des algues vertes avec des déchets végétaux a finalement été retenue sur le site de Pleumeur-Bodou dans des casiers confinés en aération pilotée en appoint de l'épandage.